# 費氏墨頭魚
費氏墨頭魚（学名：Garra fisheri）为輻鰭魚綱鯉形目鲤科墨头鱼属的其中一種，該物種主要分布於亞洲泰國湄南河及湄公河流域，體長可達5公分。